# ボイコ・ボリソフ
ボイコ・メトディエフ・ボリソフ（ブルガリア語: Бойко Методиев Борисов, ラテン文字転写: Boyko Metodiev Borisov、1959年6月13日 - ）は、ブルガリアの政治家。ヨーロッパ発展のためのブルガリア市民（GERB）の実質的な指導者であり、2005年11月から2009年7月まで同国の首都ソフィアの市長を、2009年7月から2013年3月と2014年11月から2017年1月と2017年5月から2021年5月まで首相をそれぞれ務めた。また、2013年にヴィトシャ・ビストリツァの選手として、54歳でブルガリアサッカー2部リーグに出場し、同国のプロサッカーリーグに出場した最年長選手となった。

## 来歴

### 生い立ち
ソフィアのバンキャにおいて、内務省職員のメトディ・ボリソフ（Методи Борисовч）と、小学校教師のヴェネタ・ボリソヴァ（Венета Борисова）の子として生まれた。1982年から1990年まで内務省職員として、消防士および警察学校の教師を務めた。1990年に内務省の職を離れ、1991年には民間警備会社Ipon-1を設立し、トドル・ジフコフやシメオン2世（シメオン・サクスコブルクゴツキ）といった人物の警備を引き受けている。ボリソフは1980年から空手をやっており、ブルガリア代表のコーチや国際試合の審判員の経験もある。
現在のボリソフは結婚していないが、経済投資銀行の総裁ツヴェテリナ・ボリスラヴォヴァ（Цветелина Бориславова）と同居している。また、かつての妻ステラ（Стела）との間に娘のヴェネタ（Венета）がいる。ボリソフの祖父は1944年ブルガリア・クーデターの中で処刑されており、このことは1989年までの社会主義政権下での本人の学業や職に関して負の要因となった。

### ブルガリア内務省事務長官、ソフィア市長
2001年から2005年までの間、ブルガリア内務省の事務長官を務めた。2005年の総選挙ではシメオン2世国民運動の候補として出馬し、当選したものの内務省事務長官の職に留まり、議員にはならなかった。また、同じ年にソフィア市長に立候補して当選し、前任のステファン・ソフィヤンスキ（Стефан Софиянски）に代わって市長に就任した。
2006年にはヨーロッパ発展のためのブルガリア市民（GERB）を結党した。GERBは2007年5月20日の2007年欧州議会選挙で低投票率（28.6%）の中で初めての勝利を挙げ、ボリソフは早期の総選挙を求める声を宣伝する機会を得た。ボリソフは公的なGERBの党首ではないもの、実質的にGERBの指導者とみなされている。GERBの公式の党首は内務省職員・ソフィア副市長としてボリソフの下で働いてきたツヴェタン・ツヴェタノフ（Цветан Цветанов）である。

### ブルガリア首相
ボリソフ率いるGERBは2009年7月5日の国民議会選挙で39.71%の得票率を出し、240議席中116議席を確保した。ボリソフはGERBを中心とした中道右派政権の首班として、7月27日に第50代ブルガリア首相となった。2013年2月20日、電力・暖房料金の値上げに端を発した大規模な抗議行動の責任を取る形で首相辞任を表明、翌21日の国民議会における採決で総辞職は可決された。
2014年11月7日、10月5日の議会選挙に勝利したことにより再び首相に就任。 2016年11月13日に投開票された大統領選挙で与党GERB候補のツェツカ・ツァチェバ議会議長が野党・ブルガリア社会党候補のルメン・ラデフ前空軍司令官に敗北したことで首相を退く意志を表明。首相辞任に伴い前倒しで2017年3月26日に投開票された総選挙では社会党の躍進を許したものの、GERBは第一党を維持した。
2018年10月には、ボリソフが医療制度改革に失敗したとして野党より不信任決議案を提出されるが、ブルガリア議会は10月25日に賛成99票、反対133票で否決した。
その後もラデフ大統領はボリソフ政権がオリガルヒ（新興財閥）と深い関係にあると批判するなど両者の関係は良くなく、2020年7月9日に警察当局が大統領府を強制捜査しラデフの側近2人が利益誘導や国家機密暴露の容疑で身柄を拘束されたことで情勢が一気に悪化。首都ソフィアなどでは強制捜査をボリソフの差し金と考えた反政府勢力が退陣要求デモを連日行い、ラデフ大統領も内閣総辞職を要求したが、ボリソフは7月11日に要求を拒否。反政府勢力は退陣を要求する署名運動をオンラインで行うなど混乱が続いた。
2021年4月4日に執行された総選挙においてGERBは第1党を維持したものの苦戦を強いられ、得票は前回選挙より大幅に減少。14日、ボリソフは新首相を目指さない意向を表明した。5月12日、首相職を退任。

## 人物
国民から親しみをこめて「バットマン」とニックネームがつけられている。

## 批判
2009年2月6日、当時ソフィア市長だったボリソフがシカゴで行ったブルガリア移民に対しての講演で、50万人ものブルガリア人が移民となって国外に移住したために、有権者であり現役の労働者となり得る人的資源は実に乏しいとし、一方でブルガリアは100万人のロマと70万人のトルコ人、250万人の退職者という不良人的資源を抱え込んでしまっていると発言した。
この発言は国際社会の関心を呼び、ボリソフの政治姿勢に対して疑念が持たれた。欧州議会の欧州社会党は、ブルガリアの最大野党であり欧州人民党に加盟しているGERBの指導者によるこの発言に対して深い懸念を表明した。欧州社会党の副党首ヤン・マリヌス・ウィエルスマはボリソフを非難し、「ボイコ・ボリソフの最新の声明は、ブルガリアのトルコ人やロマ、年金受給者を『不良人的資源』と呼ぶものである。これは一連のトルコ人および同性愛者に対する差別的な声明に連なるものである。これは、その政治基盤が国家の純粋性を求めるナチズムの基盤を反映しているものだ。」と述べた。社会党は欧州人民党に対して、適切な処置をとるか、右翼ポピュリズムと過激主義との間の一線を既に越えてしまったGERBとは距離をとるよう求めた。
ボリソフは「不良人的資源」との言葉を使ったとするブルガリア社会党による非難を否定し、社会党は自分を攻撃するために嘘を吹聴している、と非難した。ボリソフは2009年3月5日のNGOとの会合の中で、大臣を含む政府のあらゆるレベルにロマを代表した人物を起用したいと述べた。

### 歴史認識
ウクライナに住むブルガリア人が優れた人的資源であったために、ウクライナが大規模に彼らを同化したと主張している。